# Naissance en 1399
Naissance
- 1395
- 1396
- 1397
- 1398
- 1399
- 1400
- 1401
- 1402
- 1403

Ming Xuanzong, né en 1399.

Cette page dresse une liste de personnalités nées au cours de l'année 1399  :
- 24 octobre : Pier Candido Decembrio, humaniste et homme d'État italien. († 12 novembre 1477)

- Jean d'Orléans, ou Jean d'Angoulême, comte d'Angoulême et de Périgord.
- Lope García de Salazar, historien biscayen.
- Xiao Gong Zhang, impératrice consort chinoise de la dynastie Ming.
- Michael Tregury,  homme d'église anglais.
- Niccolò Tron, 68e doge de Venise.
- Ming Xuanzong, empereur de Chine.
- Lazzaro Vasari, peintre italien.
- Zara Yaqob, Négus d’Éthiopie.

## Crédit d'auteurs
- Cet article est partiellement ou en totalité issu de l'article intitulé « 1399 » (voir la liste des auteurs).